# 马洛乌德
马洛乌德（Maloud），是印度旁遮普邦Ludhiana县的一个城镇。总人口7160（2001年）。

## 人口
该地2001年总人口7160人，其中男性3792人，女性3368人；0—6岁人口838人，其中男453人，女385人；识字率68.92%，其中男性为74.45%，女性为62.71%。